# Handifobia
Il termine handifobia, dalla lingua greca phobos cioè paura o odio e handicap, è l'avversità o fobia sociale verso le persone con disabilità.